# المسيحية في توكيلاو

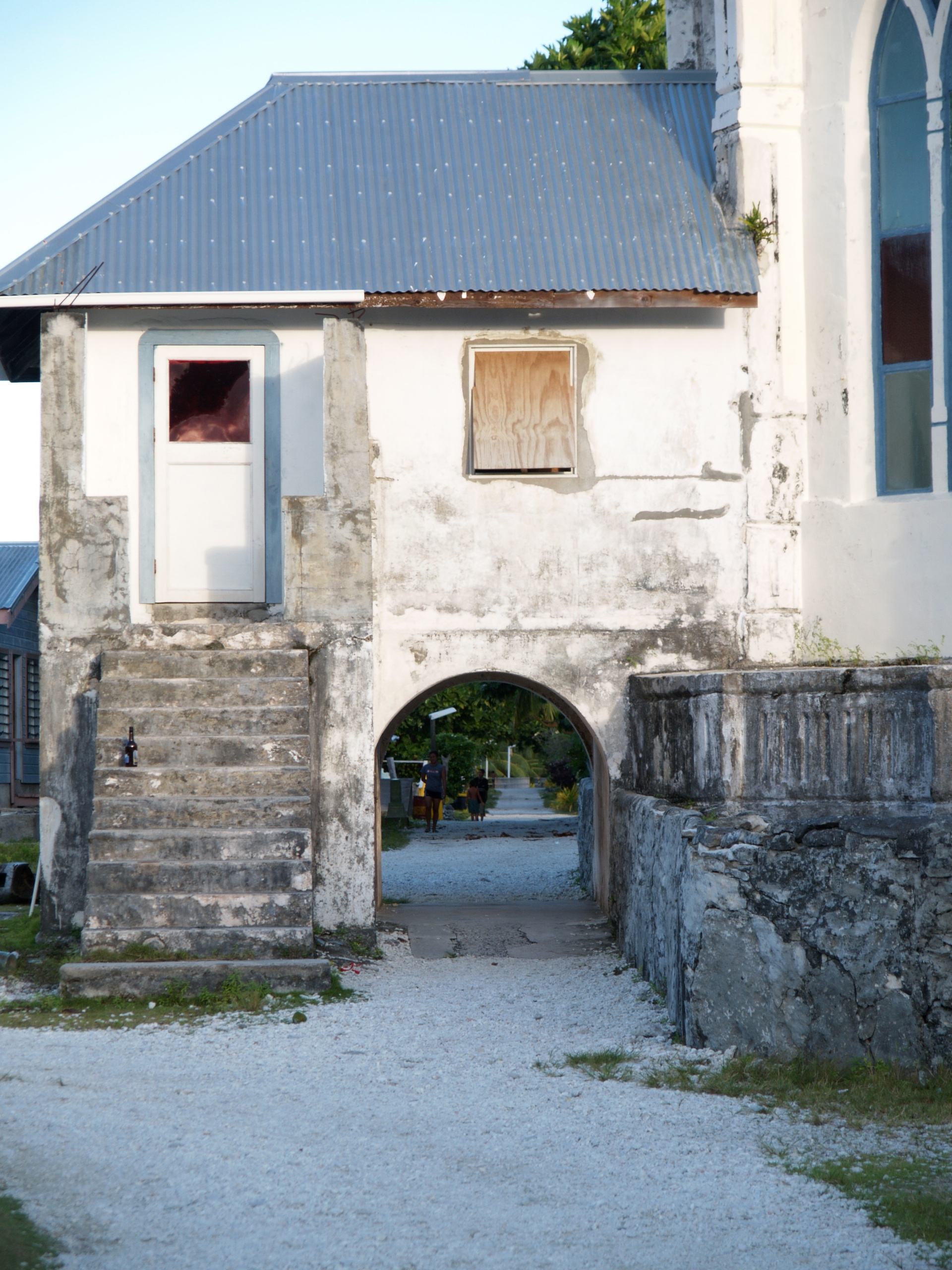
خلفيَّة كنيسة كاثوليكيَّة في توكيلاو.

تُشكل المسيحية في توكيلاو أكثر الديانات إنتشاراً بين السكان، وفقاً لتقديرات مركز بيو للأبحاث حوالي 99% من سكان توكيلاو من أتباع الديانة المسيحية، ويعتنق أغلب سكان توكيلاو المسيحية دينًا على المذهب البروتستانتي الأبرشاني (62%) ثم المذهب الكاثوليكي (34%). بدأ التبشير بالمسيحية في توكيلاو من عام 1845 إلى عام 1860، وارسل المبشرون الفرنسيون الكاثوليك من جزيرة واليس والمبشرين من جمعية لندن التبشيرية البروتستانتية في ساموا معلمين محليين لتحويل توكيلاو للمسيحية. وتم تحويل أتافو إلى البروتستانتية من قبل جمعية لندن التبشيريَّة، وتم تحويل نوكونونو إلى الكاثوليكية وتم تحويل فاكاوفو إلى البروتستانتية والكاثوليكية.
معظم السكان في أتافو هم من أتباع كنيسة المسيح المتحدة الساموية الأبرشانيَّة وهي كنيسة ذات تقاليد إصلاحيَّة، بينما جميع السكان تقريبًا في نوكونونو هم من أتباع الكنيسة الرومانية الكاثوليكية، وفي فاكاوفو توجد ديانات مختلفة. وبالمجموع 62% من السكان هم من أتباع كنيسة المسيح المتحدة، وحوالي 34% هم من أتباع الكنيسة الرومانية الكاثوليكية، وحوالي 5% يتبعون تقاليد دينية آخرى. وبما أن معظم السكان في جزيرة أتافو من المسيحيين، طردت الهيئة الحاكمة في الجزيرة بعض المرشحين منها بسبب رفضهم للذهاب إلى الكنيسة.